# Ighzrane
Ighzrane est une commune du Maroc, située dans la province de Séfrou, dans la région de Fès-Meknès. Au recensement de 2004, la commune comptait une population totale de 11 050 personnes.